# 24778 Nemsu
24778 Nemsu este o planetă minoră (asteroid), cu un diametru de 1,722 km, din centura de asteroizi. A fost descoperită pe 24 mai 1993 la Observatorul Palomar de Carolyn S. Shoemaker și a fost numită după New Mexico State University⁠(d). 
Obiectul prezintă o orbită caracterizată de o semiaxă mare de 1,9466715 UAi, o excentricitate de 0,05, o înclinație de 20,68984 ° în raport cu ecliptica.